# NGC 2139
NGC 2139 = IC 2154 ist eine Balken-Spiralgalaxie mit ausgedehnten Sternentstehungsgebieten vom Hubble-Typ SBc im Sternbild Hase am Südsternhimmel. Sie ist schätzungsweise 74 Millionen Lichtjahre von der Milchstraße entfernt und hat einen Durchmesser von etwa 55.000 Lj.
Das Objekt wurde am 17. November 1784 von dem deutsch-britischen Astronomen William Herschel mit einem 48-cm-Teleskop entdeckt; die Entdeckung wurde später im New General Catalogue verzeichnet. Am 1. Dezember 1897 wurde die Galaxie auch vom US-amerikanischen Astronomen Lewis A. Swift beobachtet und im Index Catalogue gelistet.

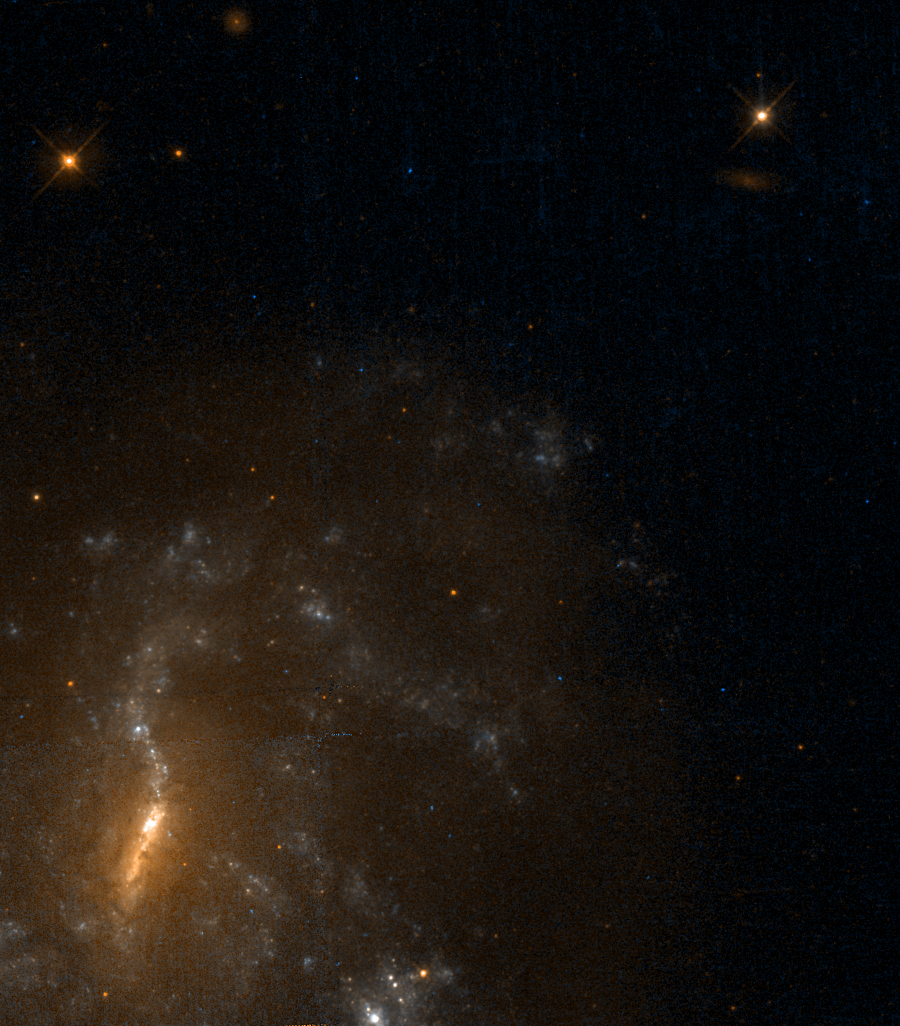
Hochaufgelöste Aufnahme mithilfe des Hubble-Weltraumteleskops